# Daphne Oram
Daphne Oram (Devizes, Wiltshire, Anglaterra, 31 de desembre de 1925 – Maidstone, Anglaterra, 5 de gener de 2003) fou una compositora britànica i intèrpret de música electrònica. Oram fou dels primers compositors britànics a produir so electrònic, així com una pionera de la música concreta.
Figura central en l'evolució de la música electrònica, Oram fou la creadora de la tècnica Oramics, que permetia crear sons electrònics, i també fou co-fundadora del taller radiofònic de la BBC. A més d'ésser una innovadora musical, va ser la primera dona per dirigir un estudi de música electrònica, la primera en instal·lar-se un estudi de música electrònica personal i la primera en dissenyar i construir un instrument musical electrònic.

## Biografia
Oram va nàixer el 31 de desembre de 1925 a Wiltshire, Anglaterra, i va assistir a l'escola Sherborne per a noies. Dee ben jove, Oram va rebre classes de piano i orgue, així com de composició musical.

## Carrera

### A la BBC
L'any 1942, Oram va rebre una oferta per incorporar-se a la ser ofert un lloc al Royal Collee of Music, però en comptes d'això va optar per un lloc de treball com a Enginyer d'Estudi júnior i tècnic de so a la BBC. Durant aquest període, Oram va esdevenir conscient dels avenços en el desenvolupament del so sintètic i va començar a experimentar amb enregistradores de cinta, sovint quedant-se a la feina després de la jornada laboral i tot fent experiments d'enregistrar cintes fins ben entrada la matinada. Aquests experiments consistien en enregistrar sons, tallar i muntar la cinta fent bucles per després reproduir-la a diferents velocitats o fins i tot a l'inrevés.
Durant la dècada dels 40, Oram també va dedicar temps a la composició, destacant una obra orquestral titulada Still Point, una peça innovadora per a tocadiscos, una doble orquestra i cinc micròfons. Molts consideren que aquesta fou la primera composició que combina orquestació acústica i manipulació electrònica en directe. La BBC va rebutjar aquesta composició, i Still Point mai fou estrenada, romanent inèdita durant 70 anys, fins que el 24 de juny de 2016 la London Contemporary Orchestra la va interpretar per primer cop.
L'any 1950, Oram va passr a ser directora d'estudi musical, i després d'un viatge als estudis RTF de París, va iniciar una campanya per proveir la BBC d'equipaments per compondre sons i música per a les seves programacions tot emprant tècniques pròpies de la música electrònica i la música concreta. El 1957 va rebre l'encàrrec de compondre la música del joc Amphitryon 38, una composició que realitzà emprant un oscil·lador, una gravadora i diversos filtres dissenyats per ella mateixa, produint així la primera composició completament electrònica en la història de la BBC. Juntament amb Desmond Briscoe, un músic electrònic amic i col·lega de BBC, Oram va començar a rebre encàrrecs, incloent una producció significativa pel That's Alla Fall de Samuel Beckett. Mentre la demanda creixia, la BBC va concedir a Oram i Briscoe una partida pressupostària per crear el taller radiofònic de la BBC, que es feu realitat l'any 1958 amb Oram com a primera directora d'estudi. Aquest taller es va especialitzar en la creació d'efectes de so i temes musicals per a totes les produccions de la corporació, incloent la sèrie de ciència-ficció Quatermass and the Pit i la sèrie de comèdia radiofònica The Goon Show. L'octubre de 1958, Oram va ser enviada per la BBC a les "Journées Internationales de Musique Expérimentale" a l'exposició internacional de Brussel·les (on Edgard Varèse va presentar el seu Poème électronique). Després d'escoltar produccions musicals dels seus contemporaris i de sentir-se infeliç davant la negativa del departament musical de la BBC de donar major protagonisme a la música electrònica, Oram va decidir abandonar la corporació quan no feia ni un any que el taller radiofònic havia entrat en funcionament, per tal de desenvolupar lliurement les seves pròpies tècniques de creació musical.

### Oramics
Immediatament després de deixar la BBC l'any 1959, Oram va iniciar el muntatge del seu estudi per a la composició electrònica Oramics a Tower Folly, una antiga malteria convertida en casa a Fairseat, prop de Wrotham, aKent.
Oramics és una tècnica de so dibuixat que implica dibuixar directament sobre pel·lícula de 35mm. Les formes i dissenys resultants són llegits per cèl·lules fotoelèctriques i transformats en so. Segons Oram, "cada matís, cada subtilesa del fraseig, cada gradació de to o inflexió de to han de ser possibles mitjançant canvis en la forma escrita."
Tant la tècnica Oramics com la flexibilitat del control sobre els matisos de so eren una aproximació totalment nova i innovadora a la producció musical. Les pressions financeres van empényer Oram a mantenir la seva ocupació com a compositora musical comercial, i la seva tasca a Oramics li va permetre cobrir un espectre més ampli que al taller radiofònic de la BBC. Oram va produir música per no només per a la ràdio i la televisió, sinó també per a teatre, curtmetratges comercials, instal·lacions sonores i exposicions. Entre d'altres, d'aquest estudi en sortiren els sons electrònics emprats a la pel·lícula de terror de Jack Clayton de 1961, Els Innocents, el concert Four Aspects, i col·laboracions amb Thea Musgrave i Ivor Walsworth.

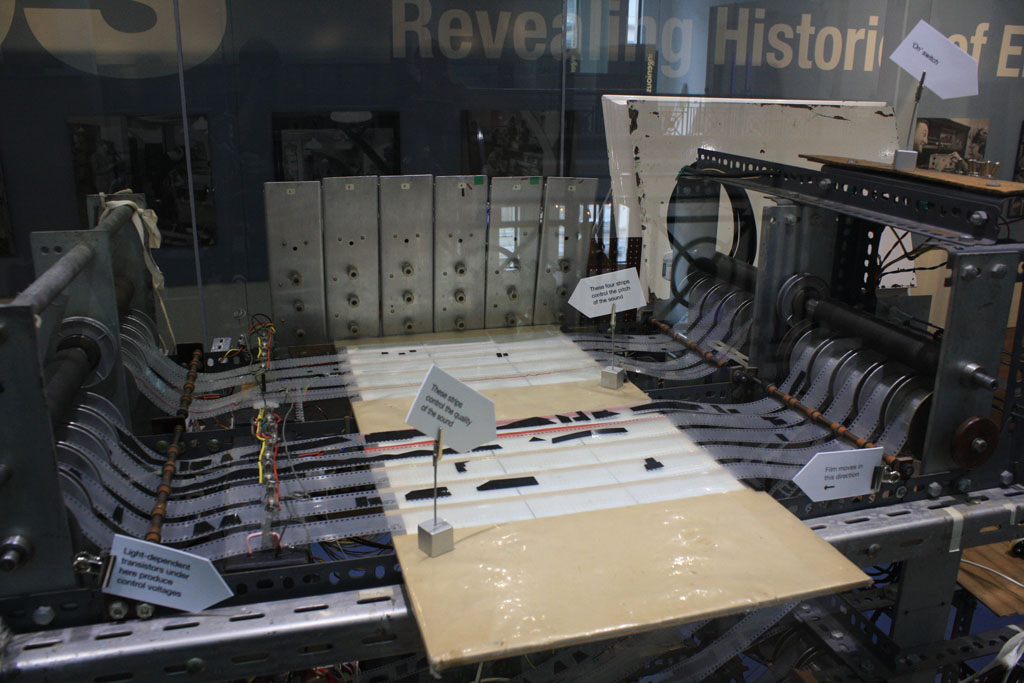
Màquina Oramics exposada al Museu de Ciència, London (2011)

El febrer de 1962 va rebre una beca de 3.550 lliures (unes 70.000 lliures de l'any 2016 de la Fundació Gulbenkian per continuar desenvolupant el sistema Oramics, una beca que rebé per segon cop al cap de tres anys, per valor de 1.000 lliures. La primera composició de música completament dibuixada generada per la màquina Oramics es va enregistrar l'any 1963, amb el títol "Contrasts Essonic". Mentre la recerca sobre la màquina Oramics continuava avançant, el focus es va centrar en elsmatisos subtils i interaccions entre paràmetres sònics. En aquesta fase, Oram va aplicar la seva recerca sobre el comportament no lineal de l'oïda humana a la percepció del cervell sobre l'aprehensió del món. Va utilitzar Oramics per estudiar fenòmens vibracionals, dividint-la en "Commercial Oramics" i "Mystical Oramics". A les seves notes, Oram va definir Oramics com "L'estudi de so i la seva relació amb la vida."
Als anys 80 Oram va treballar en el desenvolupament d'una versió de programari d'Oramics per a l'ordinador Acorn Archimedes. Oram volia continuar la seva recerca pel flanc de "Mystical Oramics", però aquest projecte quedà truncat per manca de finançament.